# Тигрова орхідея
Тигрова орхідея (Grammatophyllum speciosum), також її називають гігантської орхідеєю, орхідеєю цукрової тростини або королевою орхідей — вид багаторічних трав'янистих рослин родини орхідних (Orchidaceae), які ростуть переважно в Індонезії. Занесена в Книгу рекордів Гіннесса як найвища орхідея у світі, з висотою до 7,62 метрів.

## Опис
Ця рослина епіфітна, іноді і літофітна, з кореневими пучками. Її циліндричні псевдобульби можуть досягати довжини 2,5 метра. Загальна вага гігантських скупчень тигрової орхідеї може коливатися від сотень кілограмів до однієї тони.
Кожна з її кистей (гілок) може вирости до висоти 3 метрів, маючи до вісімдесяти квіток, кожна квітка розміром в 10 см. Квіти мають осмофори і випускають хімічний аромат, щоб привернути запилювачів. Цвіте така орхідея один раз в два-чотири роки, залишаючись в кольорі до двох місяців.
Розповсюджена в Новій Гвінеї, Індонезії, Малайзії і на Філіппінах; росте в проміжках між великими деревами на відкритих ділянках низинних тропічних лісів.

## Таксономія
Grammatophyllum Blume Bijdragen tot de flora van Nederlandsch Indië (8): 378. 1825.

### Синоніми
- Grammatophyllum cominsii Rolfe
- Grammatophyllum fastuosum Lindl.
- Grammatophyllum giganteum Blume ex Rchb.f.
- Grammatophyllum macranthum (Wight) Rchb.f.
- Grammatophyllum pantherinum Rchb.f.
- Grammatophyllum papuanum J.J.Sm.
- Grammatophyllum sanderianum auct.
- Pattonia macrantha Wight